# جزر بالابالاغان
جزر بالابالاغان (المعروفة تاريخياً باسم جزر الربانية الصغيرة) هي أرخبيل في مضيق ماكاسار قبالة الساحل الشرقي لجزيرة بورنيو وغرب جزيرة سولاوسي في منتصف المسافة بينهما في إندونيسيا.
إداريا، ننبع الجزر مقاطعة كالمنتان الشرقية.
في القرن التاسع عشر سجلت الجزر وعددها 14 جزيرة أكبرها سيبونكاتانغ ؛ القنوات بين الجزر ضحلة وغير صالحة للملاحة، لكنها توفر أرضاً خصبة للصيد للبياجو، وهم سكان الجزيرة الاصليين، أما الجزر محاطة بالشعاب المرجانية المتصلة بساحل جزيرة بورنيو والتي تشكل خطرا كبيرا على الملاحة.